# Africaterphis
Africaterphis är ett släkte av tvåvingar. Africaterphis ingår i familjen kulflugor.
Kladogram enligt Catalogue of Life:
| Africaterphis | \| \| Africaterphis acroceroides \| \| \| \| \| \| Africaterphis gertschi \| \| \| \| |
|               | \| \| Africaterphis acroceroides \| \| \| \| \| \| Africaterphis gertschi \| \| \| \| |
|               | Africaterphis acroceroides                                                            |
|               |                                                                                       |
|               | Africaterphis gertschi                                                                |
|               |                                                                                       |